# 笠原玲子
笠原 玲子（かさはら れいこ、1945年7月20日 - ）は、日本の元女優。愛知県名古屋市千種区内山町出身。本名は沼田 朱美。大映、舞プロモーションに所属した。

## 人物
名古屋短期大学付属高等学校中退。上京後、東宝芸能学校に入学。1964年に東宝ニュータレント募集に合格（同期に黒沢年男）するが、病気のために辞退する。翌1965年に大映第18期ニューフェースに合格し、同年に大映へ入社（同期に篠田三郎）。端役出演を経て、1967年に湯浅憲明監督の『大怪獣空中戦 ガメラ対ギャオス』で本格デビュー。
以後、脇役として1971年の大映倒産まで30数本の映画に出演しており、特に「ガメラシリーズ」の『ガメラ対ギャオス』、『ガメラ対大悪獣ギロン』、『ガメラ対深海怪獣ジグラ』では娘役から敵役まで異なる役柄を巧みに演じ分け、強い印象を残した。また、勅使河原宏監督の『燃えつきた地図』（1968年）や村野鐵太郎監督の『闇を裂く一発』（1968年）でも、出番こそ少ないものの個性的な演技を見せた。
大映倒産後は各社の映画に助演したほか、テレビドラマにも数多く出演したが、1975年に結婚して芸能界を引退した。

## 出演作品

### 映画
- 野良犬（大映東京、1966年） - 情婦
- 雪の喪章（大映東京、1966年） - 小婢
- 赤い天使（大映東京、1966年）
- ガメラシリーズ
  - 大怪獣空中戦 ガメラ対ギャオス（大映東京、1967年） - 金丸すみ子
  - ガメラ対大悪獣ギロン（大映東京、1969年） - フローベラ（第十惑星人）
  - ガメラ対深海怪獣ジグラ（大映東京、1971年） - 石川れい子
- 監獄への招待（大映東京、1967年） - 片桐早苗
- 夜の縄張り（大映東京、1967年） - 小百合
- あるセックス・ドクターの記録（大映東京、1968年） - 滝ユカリ
- 燃えつきた地図（勝プロダクション＝大映、1968年） - 少女
- セックス・チェック 第二の性（大映東京、1968年） - 正子
- 不信のとき（大映東京、1968年） - ハルミ
- 闇を裂く一発（大映東京、1968年） - 富子
- 女賭博師シリーズ
  - 女賭博師奥ノ院開帳（大映東京、1968年） - 緋桜のお由
  - 女賭博師さいころ化粧（大映東京、1969年） - 青たんのお由
- ある女子高校医の記録 失神（大映東京、1969年） - 中川ジュン
- 性犯罪法入門（大映京都、1969年） - 飯島絹代
- ある見習看護婦の記録 赤い制服（大映東京、1969年） - 安川室長
- 女殺し屋 牝犬（大映東京、1969年） - 木村和江
- 眠狂四郎卍斬り（大映京都、1969年） - いと
- あゝ陸軍隼戦闘隊（1969年、大映）
- 女組長（大映東京、1970年） - 喜久美
- でんきくらげ（大映東京、1970年） - ユカ
- 高校生番長（大映東京、1970年） - 宮川雅子
- あゝ独身（大映京都、1970年） - キクコ
- 女秘密調査員 唇に賭けろ（大映東京、1970年） - クラブのマダム
- 怪談累が渕（大映京都、1970年） - おくま
- でんきくらげ 可愛い悪魔（大映東京、1970年） - 伸子
- しびれくらげ（大映東京、1970年） - 京子
- おんな牢秘図（大映京都、1970年） - お蘭
- 皆殺しのスキャット（大映京都、1970年） - 織江
- すっぽん女番長（大映東京、1971年） - お松
- 遊び（大映東京、1971年） - 女子工員Ａ
- 陸軍落語兵（大映東京、1971年） - 飲み屋の女
- 蜘蛛の湯女（大映京都、1971年） - お豊
- 子連れ狼シリーズ
  - 子連れ狼 子を貸し腕貸しつかまつる（勝プロダクション、1972年） - 狂女
  - 子連れ狼 三途の川の乳母車（勝プロダクション、1972年） - お近
- 女囚さそり 第41雑居房（東映東京、1972年）
- 無宿人御子神の丈吉 黄昏に閃光が飛んだ（東京映画、1973年） - お千代
- 混血児リカ ハマぐれ子守唄（オフィス二○三＝近代映画協会、1973年） - くちなわのお京
- 狼よ落日を斬れ（松竹、1974年） - 狂女
- 秘密戦隊ゴレンジャー（東映東京、1975年） - 船長の妻
- 金環蝕（東宝＝大映映画、1975年） - 星野の女
- 続人間革命（東宝映像＝シナノ企画、1976年）

### テレビドラマ
- ザ・ガードマン（TBS）
  - 第69回「宝島は太陽の下に」（1966年）
  - 第89回「死神の館」（1966年）
  - 第127回「現金強奪作戦」（1967年)
  - 第213回「死の穴」（1969年）
  - 第261回「モロッコの真赤な太陽」（1970年）
  - 第282回「怪談・満月の夜は狼女が狂う」（1970年） - 犬山冴子
- ただいま同居中 第1話「宣戦布告」（TBS、1970年） - 志村美沙子
- 部長刑事（ABC）
  - 第668回「禁断の罠」（1971年）
  - 第727回「土曜日の狂走・ナナハンの女」（1972年）
  - 第761回「東京から来た男」（1973年）
- プレイガールシリーズ（東京12CH） 
  - プレイガール
    - 第206話「銀嶺は復讐の血で燃えた」（1973年）
    - 第219話「怪談 世にも凄まじい女」（1973年）
    - 第221話「ヌードモデル殺人事件」（1973年）
    - 第243話「恐怖の目撃者」（1973年）
    - 第286話「私に触ると地獄行きよ」（1974年）

  - プレイガールQ
    - 第66話「人妻売春組織」（1976年） - 岡部茂子
- アイフル大作戦（TBS） 
  - 第11話「電話で死体が 転がりこんで来た」（1973年）
  - 第30話「銀行のお金盗む方法教えます!」（1973年）
- 必殺シリーズ （ABC）
  - 必殺仕置人 第13話「悪いやつほどよく見える」（1973年） - 加世
  - 助け人走る 第21話「心中大悲憤」（1974年） - おわか
- キカイダー01 第24話「悪魔の業!? 地球ブタの惑星計画」（NET、1973年） - マッドピッグ105（人間態）
- 狼・無頼控 第11話「（秘）浮世絵地獄」（MBS、1973年） - おみよ
- 風の中のあいつ 第5話・第24話（TBS、1973年-1974年）
- 科学捜査官 第13話「顔が二つある女」（1973年、KTV）
- 愛染かつら （CX、1974年）
- 斬り抜ける 第4話「女が峠を越えるとき」（ABC、1974年） - ゆう
- 秘密戦隊ゴレンジャー 第6話「赤い謎！スパイルートを海に追え」（NET、1975年） - ルミの母親
- 銭形平次 第476話「殺しの罠」（CX、1975年） - おたき
- 特別機動捜査隊 第738話「十字架を背う女」（1976年、NET、1976年）  - 桐子
- 大江戸捜査網 第122話「怒りの虚無僧狩り」（東京12CH、1976年）